# Ким Сон Иль (шорт-трекист)
Ким Сон Иль (кор. 김성일, 金成一, род.19 ноября 1990 года в Тэгу провинция Кёнсан-Пукто) — южнокорейский шорт-трекист, 2-кратный чемпион мира, серебряный призёр Олимпийских игр 2010 года. Окончил Университет Данкук на факультете физического воспитания (Бакалавр).

## Спортивная карьера
Ким Сон Иль случайно столкнулся с конькобежным спортом в детском саду. Он окончил среднюю школу Кёнсин в Тэгу. С 2001 года он постоянно попадал на подиумы национальных чемпионатов, как среди юниоров, так и среди взрослых.
Ким в 2007 году участвовал на чемпионате Азии, где выиграл золотые медали в беге на 1500 м, 3000 м и в эстафете. Он занял 5-е место на отборе в национальную команду, состоявшемся в сентябре, а в феврале 2008 года на 89-м  Национальном фестивале зимних видов спорта выиграл в беге на 1500 м и занял 2-е место на 3000 м. В декабре 2008 года на 28-м Кубке президента был 1-м в заездах на 1500 м и 3000 м. 
В феврале 2009 года завоевал две серебряных и одну бронзовую медали на зимней Универсиаде в Харбине. В конце апреля он занял 3-е место в отборе национальной сборной на зимние Олимпийские игры 2010 года. В сентябре на Кубке мира в Пекине занял 3-е место в беге на 1000 м и выиграл золотую медаль в эстафете. На 2-м этапе в Сеуле занял 3-е место в беге на 1500 м и 1-е в эстафете.
В 2010 году стал обладателем серебряной медали в эстафете на Олимпийских играх в Ванкувере, золотой медали в эстафете на чемпионате мира в Софии и золотой медали командного чемпионата мира в Бормио. В 2011 году завоевал две бронзовые медали в беге на 1000 м и 1500 м на зимней Универсиаде в Эрзуруме.